# Cemitério Israelita do Butantã
O Cemitério Israelita do Butantã é uma necrópole brasileira de confissão judaica criada em 1953 no bairro do Jardim Educandário, em São Paulo, Brasil.

## Personalidades sepultadas no cemitério
- Alberto Goldman, político;[3]
- Anita Novinsky, professora e historiadora
- Carlos Brickmann, jornalista e escritor;[4]
- Chael Charles Schreier, estudante universitário, morto sob tortura por agentes do Deops/RJ na ditadura militar brasileira;
- Gelson Reicher, estudante de medicina, morto por agentes do DOI-Codi/SP, em 1972 na ditadura militar brasileira;
- Girsz Aronson, comerciante e empresário, considerado o "Rei do Varejo";[5]
- Iara Iavelberg, psicóloga e professora, morta em 1971 por agentes da repressão em Salvador na ditadura militar brasileira;
- Léo Santos, apresentador de televisão e empresário;
- Nydia Licia, atriz, diretora e produtora;
- Salomão Malina, militante comunista, dirigente político.
- Samuel Klein, empresário;
- Silvio Santos, apresentador de televisão e empresário;[6]
- Vladimir Herzog, jornalista, professor e dramaturgo.